# People (EP)
People ist eine EP von Animal Collective, welche im Oktober 2006 erschien. Zuerst, 2006, wurde die EP auf Skunk Records, dem australischen Label der Band, als 7" veröffentlicht. Erst im Januar 2007 erschien die EP auf Vinyl und CD weltweit via FatCat Records.

## Inhalt
Die ersten drei Songs der EP wurden während der Aufnahmesessions zum Animal Collective-Album Feels (2005) aufgenommen, während die Live-Version von "People" auf einer Tour im März 2005 nur kurz vor den Aufnahmesessions aufgenommen wurde.

## Rezeption
Der Rolling Stone bewertete die EP bloß mit 2,5 von 5 Punkten. Das Online-Musikmagazin Pitchfork Media vergab 7,1/10 Punkte. Der Kritiker Mark Richardson gab dort zwar zu, dass der Klang der Platte sehr viel sperriger und experimenteller sei als ihr Album Feels, doch:

„Es klingt dennoch verdammt gut, während die Band es schafft, mich an einen speziellen Ort zu bringen. Animal Collective mag "People" gern genug, um noch eine Live-Version ans Ende dieser Vier-Lieder-EP zu stellen [...]. Das Aufnahmedatum bezeugt, dass sie es schon seit zwei Jahren live spielen und es nun lang genug ausgebrütet haben, um es auf die Platte zu bringen. [...] Es ist ein weiteres Beispiel für etwas, was Animal Collective-Fans höchstwahrscheinlich sehr interessant finden werden, während der Großteil der Menschheit den Skip-Knopf erwartet.“

## Titelliste
1. People – 6.22
2. Tikwid – 4.18
3. My Favorite Colors – 1.52
4. People (Live) – 6:25